# Düsseldorfer Turn- und Sportverein Fortuna 1895 2012-2013
Questa voce raccoglie le informazioni riguardanti il Düsseldorfer Turn- und Sportverein Fortuna 1895 nelle competizioni ufficiali della stagione 2012-2013.

## Stagione
Il Fortuna Düsseldorf chiuse la stagione al 17º posto in classifica, retrocedendo così nella 2. Fußball-Bundesliga. L'avventura nella Coppa di Germania 2012-2013 si chiuse invece agli ottavi di finale, con l'eliminazione per mano del Kickers Offenbach. Fabian Giefer fu il calciatore più utilizzato in stagione, con le sue 37 presenze (34 in campionato, 3 nella coppa nazionale). Il miglior marcatore fu invece Dani Schahin, con le sue 8 reti, tutte realizzate in campionato.

## Maglie e sponsor
Lo sponsor tecnico per la stagione 2012-2013 fu Puma, mentre lo sponsor ufficiale fu Otelo. La divisa casalinga era composta da un completo totalmente rosso, con inserti bianchi. Quella da trasferta era invece bianca con inserti color oro, mentre la terza era verde con inserti rossi.
| Casa | Trasferta | Terza divisa |

## Rosa
| N. |                           | Ruolo | Calciatore              |
| -- | ------------------------- | ----- | ----------------------- |
| 1  | Austria (bandiera)        | P     | Robert Almer            |
| 2  | Ecuador (bandiera)        | D     | Cristian Ramírez        |
| 2  | Germania (bandiera)       | D     | Christian Weber         |
| 3  | Germania (bandiera)       | D     | Leon Balogun            |
| 4  | Grecia (bandiera)         | D     | Stelios Malezas         |
| 5  | Spagna (bandiera)         | D     | Juanan                  |
| 6  | Germania (bandiera)       | D     | Jens Langeneke          |
| 7  | Germania (bandiera)       | C     | Oliver Fink             |
| 8  | Germania (bandiera)       | C     | Robert Tesche           |
| 8  | Germania (bandiera)       | C     | André Fomitschow        |
| 9  | Angola (bandiera)         | A     | Nando Rafael            |
| 10 | Danimarca (bandiera)      | C     | Ken Ilsø                |
| 11 | Germania (bandiera)       | C     | Axel Bellinghausen      |
| 12 | Arabia Saudita (bandiera) | C     | Mazin Ahmed Al-Huthayfi |
| 13 | Germania (bandiera)       | C     | Adam Bodzek             |
| 14 | Brasile (bandiera)        | D     | Bruno Soares            |
| 15 | Croazia (bandiera)        | C     | Ivan Paurević           |
| 16 | Germania (bandiera)       | A     | Gerrit Wegkamp          |

| N. |                           | Ruolo | Calciatore             |
| -- | ------------------------- | ----- | ---------------------- |
| 17 | Germania (bandiera)       | C     | Andreas Lambertz       |
| 18 | Germania (bandiera)       | C     | Ronny Garbuschewski    |
| 19 | Paesi Bassi (bandiera)    | D     | Tobias Levels          |
| 20 | Germania (bandiera)       | A     | Dani Schahin           |
| 21 | Germania (bandiera)       | D     | Johannes van den Bergh |
| 22 | Corea del Sud (bandiera)  | C     | Cha Du-ri              |
| 23 | Australia (bandiera)      | C     | Robbie Kruse           |
| 24 | Germania (bandiera)       | D     | Jeron Hazaimeh         |
| 25 | Turchia (bandiera)        | C     | Tuğrul Erat            |
| 27 | Germania (bandiera)       | A     | Stefan Reisinger       |
| 28 | Rep. Ceca (bandiera)      | D     | Martin Latka           |
| 28 | Finlandia (bandiera)      | A     | Timo Furuholm          |
| 30 | Ucraina (bandiera)        | A     | Andrij Voronin         |
| 32 | Germania (bandiera)       | C     | Bastian Müller         |
| 33 | Germania (bandiera)       | P     | Fabian Giefer          |
| 35 | Costa d'Avorio (bandiera) | C     | Mathis Bolly           |
| 36 | Grecia (bandiera)         | P     | Nikos Papadopoulos     |
| 39 | Giappone (bandiera)       | A     | Genki Ōmae             |

## Calciomercato

### Sessione estiva(dal 01/07 al 31/08)
| Acquisti | Acquisti                | Acquisti            | Acquisti   |
| R.       | Nome                    | da                  | Modalità   |
| -------- | ----------------------- | ------------------- | ---------- |
| P        | Fabian Giefer           | Bayer Leverkusen    | definitivo |
| P        | Nikos Papadopoulos      | Olympiacos          | definitivo |
| D        | Leon Balogun            | svincolato          |            |
| D        | Tobias Levels           | Borussia M'gladbach | definitivo |
| D        | Stelios Malezas         | PAOK                | definitivo |
| D        | Bruno Soares            | svincolato          |            |
| C        | Mazin Ahmed Al-Huthayfi | Al-Ittihad          | prestito   |
| C        | Axel Bellinghausen      | svincolato          |            |
| C        | Cha Du-ri               | svincolato          |            |
| C        | André Fomitschow        | svincolato          |            |
| C        | Ronny Garbuschewski     | svincolato          |            |
| C        | Bastian Müller          | svincolato          |            |
| C        | Ivan Paurević           | svincolato          |            |
| A        | Nando Rafael            | svincolato          |            |
| A        | Stefan Reisinger        | Friburgo            | definitivo |
| A        | Dani Schahin            | svincolato          |            |
| A        | Andrij Voronin          | Dinamo Mosca        | prestito   |
| A        | Gerrit Wegkamp          | Osnabrück           | definitivo |

| Cessioni | Cessioni                 | Cessioni | Cessioni   |
| R.       | Nome                     | a        | Modalità   |
| -------- | ------------------------ | -------- | ---------- |
| P        | Markus Krauss            |          | svincolato |
| P        | Michael Ratajczak        |          | svincolato |
| D        | Assani Lukimya-Mulongoti |          | svincolato |
| D        | Kai Schwertfeger         |          | svincolato |
| D        | Christian Weber          |          | svincolato |
| C        | Sascha Dum               |          | svincolato |
| A        | Thomas Bröker            |          | svincolato |
| A        | Adriano Grimaldi         |          | svincolato |
| A        | Ranisav Jovanović        |          | svincolato |
| A        | Sascha Rösler            |          | svincolato |

### Sessione invernale(dal 01/01 al 31/01)
| Acquisti | Acquisti         | Acquisti                 | Acquisti   |
| R.       | Nome             | da                       | Modalità   |
| -------- | ---------------- | ------------------------ | ---------- |
| D        | Martin Latka     | Slavia Praga             | definitivo |
| D        | Cristian Ramírez | Independiente José Terán | definitivo |
| C        | Mathis Bolly     | Lillestrøm               | definitivo |
| C        | Robert Tesche    | Amburgo                  | prestito   |
| A        | Genki Ōmae       | Shimizu S-Pulse          | definitivo |

| Cessioni | Cessioni                | Cessioni        | Cessioni      |
| R.       | Nome                    | a               | Modalità      |
| -------- | ----------------------- | --------------- | ------------- |
| D        | Jeron Hazaimeh          | Chemnitz        | definitivo    |
| C        | Mazin Ahmed Al-Huthayfi | Al-Ittihad      | fine prestito |
| C        | Cha Du-ri               |                 | svincolato    |
| C        | André Fomitschow        | Energie Cottbus | prestito      |
| A        | Timo Furuholm           | Hallescher      | prestito      |

## Organigramma societario
Area tecnica
- Allenatore:
- Allenatore in seconda: Uwe Klein
- Preparatore dei portieri: Oliver Reck
- Preparatori atletici: Thomas Gucek, Marcel Verstappen

## Risultati

### Bundesliga

#### Girone di andata
| Arbitro: | Kircher |

|  |           |                  |
|  | Marcatori | 68’, 79’ Schahin |

| Düsseldorf 1º settembre 2012, ore 18:30 CEST 2ª giornata | Fortuna Düsseldorf | 0 – 0 referto | Borussia M'gladbach | Merkur Spiel-Arena (29 999 spett.)\| Arbitro: \| Perl \| |
| Arbitro:                                                 | Perl               |               |                     |                                                          |

| Stoccarda 15 settembre 2012, ore 15:30 CEST 3ª giornata | Stoccarda | 0 – 0 referto | Fortuna Düsseldorf | Mercedes-Benz Arena (55 039 spett.)\| Arbitro: \| Hartmann \| |
| Arbitro:                                                | Hartmann  |               |                    |                                                               |

| Düsseldorf 22 settembre 2012, ore 15:30 CEST 4ª giornata | Fortuna Düsseldorf | 0 – 0 referto | Friburgo | Merkur Spiel-Arena (26 862 spett.)\| Arbitro: \| Dankert \| |
| Arbitro:                                                 | Dankert            |               |          |                                                             |

| Arbitro: | Welz |

|  |           |                   |
|  | Marcatori | 26’ Fink 34’ Ilsø |

| Arbitro: | Gagelmann |

|                  |           |                         |
| Schahin 48’, 77’ | Marcatori | 13’ Huntelaar 20’ Matip |

| Arbitro: | Aytekin |

|             |           |  |
| Noveski 85’ | Marcatori |  |

| Arbitro: | Zwayer |

|  |           |                                                       |
|  | Marcatori | 28’ Mandžukić 36’ Gustavo 55’, 86’ Müller 87’ Rafinha |

| Arbitro: | Welz |

|                      |           |                                         |
| Langeneke 71’ (rig.) | Marcatori | 50’, 63’ Dost 53’ Olić 79’ (rig.) Diego |

| Arbitro: | Brych |

|                                 |           |                       |
| Sam 16’ Schürrle 41’ Castro 66’ | Marcatori | 40’ Rafael 86’ Bodzek |

| Arbitro: | Hartmann |

|          |           |            |
| Kruse 4’ | Marcatori | 39’ Joselu |

| Arbitro: | Sippel |

|                            |           |                      |
| Petersen 51’ De Bruyne 82’ | Marcatori | 10’ (rig.) Langeneke |

| Arbitro: | Gagelmann |

|                         |           |  |
| Kruse 45’ Reisinger 63’ | Marcatori |  |

| Arbitro: | Aytekin |

|                    |           |               |
| Błaszczykowski 43’ | Marcatori | 78’ Reisinger |

| Arbitro: | Weiner |

|                                                     |           |  |
| Reisinger 38’ Fink 42’ Rafael 58’ Bellinghausen 85’ | Marcatori |  |

| Arbitro: | Fritz |

|                        |           |  |
| Polter 27’ Feulner 90’ | Marcatori |  |

| Arbitro: | Kircher |

|                      |           |           |
| Schahin 39’ Ilsø 83’ | Marcatori | 69’ Diouf |

#### Girone di ritorno
| Arbitro: | Gräfe |

|                    |           |                          |
| Reisinger 73’, 90’ | Marcatori | 40’, 71’ Mölders 45’ Koo |

| Arbitro: | Gagelmann |

|                               |           |                    |
| Juanan 6’ (aut.) Herrmann 14’ | Marcatori | 50’ (rig.) Schahin |

| Arbitro: | Stark |

|                         |           |             |
| Kruse 10’, 37’ Fink 76’ | Marcatori | 60’ Gentner |

| Arbitro: | Drees |

|           |           |  |
| Krmaš 87’ | Marcatori |  |

| Arbitro: | Welz |

|                   |           |  |
| Bellinghausen 18’ | Marcatori |  |

| Arbitro: | Weiner |

|                |           |                   |
| Matip 29’, 81’ | Marcatori | 56’ Bellinghausen |

| Arbitro: | Brych |

|                    |           |             |
| Svensson 6’ (aut.) | Marcatori | 41’ Klasnić |

| Arbitro: | Stieler |

|                                   |           |                        |
| Müller 45’ Ribéry 73’ Boateng 86’ | Marcatori | 16’ Bolly 71’ Lambertz |

| Arbitro: | Dingert |

|          |           |           |
| Olić 51’ | Marcatori | 37’ Bolly |

| Arbitro: | Zwayer |

|                    |           |                                            |
| Schwaab 41’ (aut.) | Marcatori | 22’ (rig.), 88’ Kießling 62’, 84’ Schürrle |

| Arbitro: | Stark |

|                                             |           |  |
| Firmino 11’ Lambertz 75’ (aut.) Volland 90’ | Marcatori |  |

| Arbitro: | Welz |

|                   |           |                                |
| Reisinger 2’, 48’ | Marcatori | 16’ Junuzović 70’ (aut.) Latka |

| Arbitro: | Hartmann |

|                        |           |             |
| van der Vaart 14’, 20’ | Marcatori | 35’ Schahin |

| Arbitro: | Weiner |

|            |           |                              |
| Bodzek 88’ | Marcatori | 20’ Şahin 70’ Błaszczykowski |

| Arbitro: | Sippel |

|                          |           |             |
| Meier 30’, 87’ Lakić 50’ | Marcatori | 78’ Schahin |

| Arbitro: | Kircher |

|                     |           |                          |
| Balitsch 22’ (aut.) | Marcatori | 57’ Mak 64’ Plattenhardt |

| Arbitro: | Gagelmann |

|                          |           |  |
| Diouf 36’ Konan 61’, 76’ | Marcatori |  |

### Coppa di Germania
| Arbitro: | Osmers |

|  |           |               |
|  | Marcatori | 76’ Reisinger |

| Arbitro: | Kircher |

|            |           |  |
| Rafael 97’ | Marcatori |  |

| Arbitro: | Zwayer |

|                       |           |  |
| Fetsch 76’ Vogler 85’ | Marcatori |  |

## Statistiche

### Statistiche di squadra
| Competizione      | Punti | In casa | In casa | In casa | In casa | In casa | In casa | In trasferta | In trasferta | In trasferta | In trasferta | In trasferta | In trasferta | Totale | Totale | Totale | Totale | Totale | Totale | DR  |
| Competizione      | Punti | G       | V       | N       | P       | Gf      | Gs      | G            | V            | N            | P            | Gf           | Gs           | G      | V      | N      | P      | Gf     | Gs     | DR  |
| ----------------- | ----- | ------- | ------- | ------- | ------- | ------- | ------- | ------------ | ------------ | ------------ | ------------ | ------------ | ------------ | ------ | ------ | ------ | ------ | ------ | ------ | --- |
| Bundesliga        | 30    | 17      | 5       | 6       | 6       | 24      | 28      | 17           | 2            | 3            | 12           | 15           | 29           | 34     | 7      | 9      | 18     | 39     | 57     | -18 |
| Coppa di Germania | -     | 1       | 1       | 0       | 0       | 1       | 0       | 2            | 1            | 0            | 1            | 1            | 2            | 3      | 2      | 0      | 1      | 2      | 2      | 0   |
| Totale            | -     | 18      | 6       | 6       | 6       | 25      | 28      | 19           | 3            | 3            | 13           | 16           | 31           | 37     | 9      | 9      | 19     | 41     | 59     | -18 |

### Andamento in campionato
| Giornata  | 1 | 2 | 3 | 4 | 5 | 6 | 7 | 8  | 9  | 10 | 11 | 12 | 13 | 14 | 15 | 16 | 17 | 18 | 19 | 20 | 21 | 22 | 23 | 24 | 25 | 26 | 27 | 28 | 29 | 30 | 31 | 32 | 33 | 34 |
| --------- | - | - | - | - | - | - | - | -- | -- | -- | -- | -- | -- | -- | -- | -- | -- | -- | -- | -- | -- | -- | -- | -- | -- | -- | -- | -- | -- | -- | -- | -- | -- | -- |
| Luogo     | T | C | T | C | T | C | T | C  | C  | T  | C  | T  | C  | T  | C  | T  | C  | C  | T  | C  | T  | C  | T  | C  | T  | T  | C  | T  | C  | T  | C  | T  | C  | T  |
| Risultato | V | N | N | N | V | N | P | P  | P  | P  | N  | P  | V  | N  | V  | P  | V  | P  | P  | V  | P  | V  | P  | N  | P  | N  | P  | P  | N  | P  | P  | P  | P  | P  |
| Posizione | 2 | 5 | 7 | 7 | 5 | 6 | 7 | 11 | 13 | 15 | 14 | 16 | 14 | 14 | 13 | 15 | 13 | 14 | 14 | 13 | 15 | 13 | 13 | 12 | 15 | 15 | 15 | 15 | 15 | 15 | 15 | 15 | 15 | 17 |

Legenda:

Luogo: C = Casa; T = Trasferta. Risultato: V = Vittoria; N = Pareggio; P = Sconfitta.

### Statistiche dei giocatori
| Giocatore        | Bundesliga | Bundesliga | Bundesliga  | Bundesliga | Coppa di Germania | Coppa di Germania | Coppa di Germania | Coppa di Germania | Totale   | Totale | Totale      | Totale     |
| Giocatore        | Presenze   | Reti       | Ammonizioni | Espulsioni | Presenze          | Reti              | Ammonizioni       | Espulsioni        | Presenze | Reti   | Ammonizioni | Espulsioni |
| ---------------- | ---------- | ---------- | ----------- | ---------- | ----------------- | ----------------- | ----------------- | ----------------- | -------- | ------ | ----------- | ---------- |
| R. Almer         | 1          | 0          | 0           | 0          | -                 | -                 | -                 | -                 | 1        | 0      | 0           | 0          |
| F. Giefer        | 34         | 0          | 3           | 0          | 3                 | 0                 | 0                 | 0                 | 37       | 0      | 3           | 0          |
| N. Papadopoulos  | -          | -          | -           | -          | -                 | -                 | -                 | -                 | -        | -      | -           | -          |
| L. Balogun       | 17         | 0          | 4           | 0          | 1                 | 0                 | 0                 | 0                 | 18       | 0      | 4           | 0          |
| B. Soares        | -          | -          | -           | -          | -                 | -                 | -                 | -                 | -        | -      | -           | -          |
| T. Erat          | -          | -          | -           | -          | -                 | -                 | -                 | -                 | -        | -      | -           | -          |
| Juanan           | 15         | 0          | 0           | 0          | 2                 | 0                 | 0                 | 0                 | 17       | 0      | 0           | 0          |
| J. Langeneke     | 16         | 2          | 4           | 0          | 2                 | 0                 | 1                 | 0                 | 18       | 2      | 5           | 0          |
| M. Latka         | 13         | 0          | 3           | 0          | -                 | -                 | -                 | -                 | 13       | 0      | 3           | 0          |
| T. Levels        | 19         | 0          | 5           | 0          | 3                 | 0                 | 2                 | 0                 | 22       | 0      | 7           | 0          |
| S. Malezas       | 21         | 0          | 4           | 0          | 1                 | 0                 | 0                 | 0                 | 22       | 0      | 4           | 0          |
| C. Ramírez       | -          | -          | -           | -          | -                 | -                 | -                 | -                 | -        | -      | -           | -          |
| J. van den Bergh | 33         | 0          | 4           | 0          | 3                 | 0                 | 0                 | 0                 | 36       | 0      | 4           | 0          |
| C. Weber         | 1          | 0          | 0           | 0          | -                 | -                 | -                 | -                 | 1        | 0      | 0           | 0          |
| A. Aydin         | -          | -          | -           | -          | -                 | -                 | -                 | -                 | -        | -      | -           | -          |
| A. Bellinghausen | 31         | 3          | 2           | 0          | 2                 | 0                 | 0                 | 0                 | 33       | 3      | 2           | 0          |
| A. Bodzek        | 29         | 2          | 9           | 0          | 2                 | 0                 | 0                 | 0                 | 31       | 2      | 9           | 0          |
| M. Bolly         | 7          | 2          | 0           | 0          | -                 | -                 | -                 | -                 | 7        | 2      | 0           | 0          |
| O. Fink          | 26         | 3          | 4           | 2          | 3                 | 0                 | 0                 | 0                 | 29       | 3      | 4           | 2          |
| R. Garbuschewski | 7          | 0          | 0           | 0          | 2                 | 0                 | 0                 | 0                 | 9        | 0      | 0           | 0          |
| R. Kruse         | 30         | 4          | 9           | 0          | 3                 | 0                 | 1                 | 0                 | 33       | 4      | 10          | 0          |
| A. Lambertz      | 28         | 1          | 8           | 0          | 3                 | 0                 | 0                 | 0                 | 31       | 1      | 8           | 0          |
| B. Müller        | -          | -          | -           | -          | -                 | -                 | -                 | -                 | -        | -      | -           | -          |
| E. Nyarko        | -          | -          | -           | -          | -                 | -                 | -                 | -                 | -        | -      | -           | -          |
| I. Paurević      | 4          | 0          | 1           | 1          | -                 | -                 | -                 | -                 | 4        | 0      | 1           | 1          |
| J. Schwadorf     | -          | -          | -           | -          | -                 | -                 | -                 | -                 | -        | -      | -           | -          |
| R. Tesche        | 14         | 0          | 3           | 0          | -                 | -                 | -                 | -                 | 14       | 0      | 3           | 0          |
| K. Ilsø          | 27         | 2          | 4           | 0          | 2                 | 0                 | 0                 | 0                 | 29       | 2      | 4           | 0          |
| N. Rafael        | 11         | 2          | 2           | 0          | 3                 | 1                 | 0                 | 0                 | 14       | 3      | 2           | 0          |
| G. Ōmae          | 7          | 0          | 0           | 0          | -                 | -                 | -                 | -                 | 7        | 0      | 0           | 0          |
| S. Reisinger     | 24         | 7          | 3           | 0          | 2                 | 1                 | 0                 | 0                 | 26       | 8      | 3           | 0          |
| D. Schahin       | 31         | 8          | 4           | 0          | 2                 | 0                 | 0                 | 0                 | 33       | 8      | 4           | 0          |
| G. Wegkamp       | 3          | 0          | 0           | 0          | 1                 | 0                 | 0                 | 0                 | 4        | 0      | 0           | 0          |
| D. Cha           | 10         | 0          | 0           | 0          | 1                 | 0                 | 0                 | 0                 | 11       | 0      | 0           | 0          |
| A. Fomitschow    | 1          | 0          | 0           | 0          | -                 | -                 | -                 | -                 | 1        | 0      | 0           | 0          |
| A. Voronin       | 10         | 0          | 0           | 0          | 1                 | 0                 | 0                 | 0                 | 11       | 0      | 0           | 0          |